# Phare du Cap Juby
Le phare du Cap Juby est un phare situé sur le Cap Juby à 3 km au nord-est de la ville de Tarfaya (Région de Laâyoune-Sakia El Hamra - Maroc). Il est situé presque à la frontière du Sahara occidental rendu au Maroc en 1976.
Il est géré par l'autorité portuaire et maritime au sein du Ministère de l'équipement, du transport, de la logistique et de l'eau.

## Histoire
Le phare est une tour cylindrique de 13,5 m dont le feu est monté sur un mât court. La tour est un bâtiment ancien de couleur beige . Le cap Juby est bas et sablonneux. Il est le point le plus proche des îles Canaries, au nord de la ville de Tarfaya.
Il émet deux éclats blancs toutes les 10 secondes et d'une portée maximale de 30 km.
Identifiant : ARLHS : MOR038 - Amirauté : D2619 - NGA : 23270.

### Lien connexe
- Liste des phares du Maroc